# Volker Lorenz
Volker Lorenz (* 15. Dezember 1941) ist ein deutscher Geologe und Vulkanologe. Er ist Professor an der Universität Würzburg am Physikalisch-Vulkanologischen Labor.
Lorenz studierte Geologie und Paläontologie an der Johannes-Gutenberg-Universität Mainz, an der ETH Zürich und der Universität Cambridge. Er machte sein Diplom als Geologe in Mainz und wurde dort 1968 promoviert über Vulkanschlote aus dem Perm (Rotliegend) in der Umgebung des Donnersbergs. Als Post-Doktorand studierte er die Maar-Krater Hole-in-the-Ground und Big Hole in Oregon als Gastwissenschaftler am Zentrum für Vulkanologie der University of Oregon. 1970 war er wieder an der Universität Mainz als Assistent, an der er sich 1974 habilitierte (Zur Genese von Maaren). 1977 wurde er Professor in Mainz. 1987 wechselte er als Professor für Geologie an die Universität Würzburg, wo er das Institut für Geologie bis zu seiner Emeritierung 2007 leitete.
In den 1970er Jahren verfolgte er neuartige Ideen der Wechselwirkung von Grundwasser und Magma und dem Einfluss von Dampfexplosionen bei der Bildung von Maaren und deren zugehörigen Vulkanschloten (sowie zum Beispiel bei Kimberlit-Schloten). Er führte dazu experimentelle Untersuchungen in Stuttgart (TEE, Thermal Explosion Experiment) und Würzburg aus.
In den 1970er und 1980er Jahren forschte er auch zur Variszischen Orogenese in Europa im Perm und Karbon. Später untersuchte er neben Vulkanschloten im Saar-Nahe-Becken (wie dem Donnersberg) auch Flutbasalte in Kreta, Karbonatitvulkane und das Karoo-Hauptbecken in Namibia und zugehörige Tuffablagerungen des Perm/Karbons.
1975 erhielt er den Hermann-Credner-Preis. 2011 erhielt er die Serge-von-Bubnoff-Medaille.